# Lars-Erik Gelin
Lars-Erik Gelin, född 18 maj 1920 i Enköping, död 25 juni 1980 i Göteborg, var en svensk läkare och professor.
Gelin var innehavaren av den första professuren i transplantationskirurgi i Sverige. År 1965 byggde han upp en transplantationsenhet på Sahlgrenska sjukhuset, och samma år genomförde han sin första lyckade njurtransplantaion, där givaren avlidit i en trafikolycka. Under 1970-talet var kliniken en av de internationellt ledande vad beträffar njurtransplantation. Dagens Transplantationscentrum vid Sahlgrenska Universitetssjukhuset utgör en direkt fortsättning av Gelins arbete, och i dag (2021) transplanteras många fler organ än njurar.

## Stiftelsen Professor Lars-Erik Gelins Minnesfond
Stiftelsen Professor Lars-Erik Gelins Minnesfond grundades 1981 på initiativ av Njurföreningen i Västsverige. Representanter för Njurföreningen, familjen Gelin och medicinsk profession ingår i stiftelsens styrelse. GelinStiftelsens huvuduppgift är att dela ut bidrag till vetenskapliga forsknings- och utvecklingsprojekt i Sverige som rör njurtransplantation. Under 2020 fick 5 mottagare dela på 650 000 kronor i forskningsbidrag.